# Добровеличківський районний краєзнавчий музей
Добровеличківський краєзнавчий музей — скарбниця історичної та культурної спадщини.

## Історія
Історія створення музею розпочалася 13 березня 1980 року, коли постановою бюро Добровеличківського райкому компартії України та виконкому районної ради народних депутатів було затверджено склад ініціативної групи зі створення музею. Головою ініціативної групи затверджено Проскаченка Д. Д., відповідального секретаря районного Товариства охорони пам'яток історії та культури, а першим директором — Ногу В. Я., історика, заслуженого учителя Української РСР.
У травні 1985 року до 40-річчя Перемоги радянського народу у Великій Вітчизняній війні музей відкрив двері для відвідувачів, представивши музейні пам'ятки та колекції, що становлять цінну частину національного культурного надбання нашого краю, а окремі з них є раритетами світового значення. 

## Експонати
Атмосферу минувшини зберігає саме приміщення музею – колишня земська управа, а нині - пам'ятка архітектури місцевого значення, побудована у 1892 році.
На сьогодні у фондах музею зберігається понад 5 тисяч предметів матеріальної та духовної культури краю, які відображають його історію від найдавніших часів /IV — III тис. до н. е./ до сьогодення і розміщені в 11 залах та 24 розділах музею.
Окремої уваги заслуговують зібрання творів декоративно-ужиткового мистецтва, твори образотворчого мистецтва художників-аматорів та художників-професіоналів району.
У музеї представлено цікавий археологічний матеріал з історії заселення території Посинюшшя племенами трипільської культури (IV — III тис. до н. е.).
Значне місце в експозиції музею займає висвітлення найтрагічнішої сторінки в історії нашого народу - Великої Вітчизняної війни 1941 — 1945 рр. та розділ відбудови зруйнованого війною народного господарства.
У пам'ять про тих, хто поліг на фронтах війни, створено розділ «Ніхто не забутий, ніщо не забуто». Сучасне життя району відображено у розділах «Край Добровеличківський – Центр України» та «Добровеличківщина у роки незалежності».

## Музей пропонує
- оглядові та тематичні екскурсії;
- презентації виставок, нових надходжень;
- організацію масових заходів, творчих зустрічей;
- демонстрацію кіно та відеофільмів.